# Sakīna bint al-Husain
Sakīna bint al-Ḥusain (arabisch: سُكَيْنَة أو سَكِيْنَة بِنْتُ الحُسَيْنِ بنِ علِيِّ, DMG Sukīna oder Sakīna bint al-Ḥusain bin ʿAlī) (geb. 667 od. 671 – gest. 8. April 735) war ein Nachkomme des islamischen Propheten Muhammad und die Tochter von al-Ḥusain bin ʿAlī, dem dritten schiitischen Imam, und ihre Mutter ist Rubāb bint ʾImraʾ al-Qais. Sakīna war ein kleines Kind im Jahr 680 in Karbala, wo sie Zeuge der Schlacht an ihrem Vater und seinen Anhängern durch die Armee des umayyadischen Kalifen Yazid I. (reg. 680–683) wurde. Die Frauen und Kinder, darunter auch Sakīna, wurden in die Hauptstadt Damaskus gebracht. Später kehrte sie nach Medina zurück, wo sie im Alter von 68 Jahren starb und auf dem Baqīʿ al-Gharqad-Friedhof beigesetzt wurde. Einigen Berichten zufolge ist sie für ihre Beredsamkeit und Poesie sowie für ihre Unterstützung zeitgenössischer Künstler bekannt.

## Name
Sakina oder Sukayna (arabisch: سُكَيْنَة أو سَكِيْنَة ‚Ruhe, Frieden‘) war der Beiname, den ihre Mutter ihr gab, während ihr Name in den Quellen unterschiedlich als Āmina (arabisch: آمنة) oder Amīna (arabisch: اَمینة) oder Umayma (arabisch: اُمیمة) angegeben wird.

## Tod
Über den Zeitpunkt und Ort ihres Todes stimmen die Quellen nicht überein. Der Historiker al-Balādhurī (gest. 892) und Ibn ʿAsākir (gest. 1176 n. Chr.) behaupten, dass Sakīna während der Regierungszeit des umayyadischen Kalifen Hischām ibn ʿAbd al-Malik (reg. 724–743), in Medina (im Alter von 68 Jahren) starb. Dies berichten auch der sunnitische Biograf Ibn Saʿd (gest. 845 n. Chr.) und der sunnitischer Rechts- und Traditionsgelehrter an-Nawawī (gest. 1277). Andere in den frühen Quellen angegebene Daten sind 92 d. H. (710–1 n. Chr.) und 94 d. H. (712–3). In einem anderen Bericht heißt es, sie sei im Alter von 77 Jahren in Kufa gestorben, obwohl Fatema Mernissi dies für unwahrscheinlich hält. Es gibt aber auch Berichte, dass sie in Mekka, Damaskus oder Ägypten starb. Sakīna wurde auf dem Baqīʿ al-Gharqad-Friedhof beigesetzt, aber es gibt auch einen ihr zugeschriebenen Schrein in Kairo, Ägypten. Es gibt noch ein weiteres Grab auf dem Bab-as-Saghir-Friedhof in Damaskus, und ein weiteres existierte in Tiberias in Palästina, und beide werden fälschlicherweise zugeschrieben, so der Historiker Yāqūt al-Ḥamawī (gest. 1229) hält, dass in Medina ihre letzte Ruhestätte stattfand.